# سيلفر كريك (نيويورك)
سيلفر كريك (بالإنجليزية: Silver Creek, New York)‏ هي منطقة سكنية تقع في الولايات المتحدة في مقاطعة تشاتاقوا، نيويورك. يقدر عدد سكانها بـ 2,656 نسمة ومساحتها 3.0 كم2 وترتفع عن سطح البحر 179 متر.

## التركيبة السكانية
حدّد مكتب تعداد الولايات المتحدة بيانات التركيبة السكانية لسيلفر كريك في تعداد الولايات المتحدة. في ما يلي، التركيبة السكانية حسب تعدادي 2000 و2010.

### تعداد عام 2000
بلغ عدد سكان سيلفر كريك 2,896 نسمة بحسب تعداد عام 2000، وبلغ عدد الأسر 1,150 أسرة وعدد العائلات 771 عائلة مقيمة في القرية. في حين سجلت الكثافة السكانية 965.3 نسمة لكل كيلومتر مربع (2,500.1/ميل2). وبلغ عدد الوحدات السكنية 1,319 وحدة بمتوسط كثافة قدره 439.7 لكل كيلومتر مربع (1,138.8/ميل2).
وتوزع التركيب العرقي للقرية بنسبة 96.69% من البيض و0.28% من الأمريكيين الأفارقة و0.66% من الأمريكيين الأصليين و0.10% من الأمريكيين ذوي الأصول الآسيوية و1.24% من الأعراق الأخرى و1.04% من عرقين مختلطين أو أكثر و1.80% من الهسبانيون أو اللاتينيون من أي عرق.
بلغ عدد الأسر 1,150 أسرة كانت نسبة 37% منها لديها أطفال تحت سن الثامنة عشر تعيش معهم، وبلغت نسبة الأزواج القاطنين مع بعضهم البعض 50.2% من أصل المجموع الكلي للأسر، ونسبة 12.7% من الأسر كان لديها معيلات من الإناث دون وجود شريك، بينما كانت نسبة 4.2% من الأسر لديها معيلون من الذكور دون وجود شريكة وكانت نسبة 33% من غير العائلات. تألفت نسبة 27.5% من أصل جميع الأسر من عدة أفراد يعيشون في نفس المنزل ونسبة 14.3% كانت تتألف من شخص يعيش بمفرده يبلغ من العمر 65 عاماً أو أكثر. وبلغ متوسط حجم الأسرة المعيشية 2.50، أما متوسط حجم العائلات فبلغ 3.03.
بلغ العمر الوسطي للسكان 36.5 عاماً. وكانت نسبة 28.3% من القاطنين تحت سن الثامنة عشر، وكانت نسبة 6.5% بين الثامنة عشر والرابعة والعشرين عاماً، ونسبة 28.3% كانت واقعةً في الفئة العمرية ما بين الخامسة والعشرين والرابعة والأربعين عاماً، ونسبة 21.7% كانت ما بين الخامسة والأربعين والرابعة والستين، ونسبة 14.5% كانت ضمن فئة الخامسة والستين عاماً فما فوق. يوجد لكل 100 أنثى 91.7 ذكر، ويوجد لكل 100 أنثى في الثامنة عشر من عمرها فما فوق 86.7 ذكر.
بلغ متوسط دخل الأسرة في القرية 32,446 دولارًا، أما متوسط دخل العائلة فبلغ 38,617 دولارًا. وكان متوسط دخل الذكور 33,889 دولارًا مقابل 19,464 دولارًا للإناث. وسجل دخل الفرد الخاص بالقرية 15,904 دولارًا. وكانت نسبة 9.8% من العائلات ونسبة 12.9% من السكان تحت خط الفقر، وكان من هؤلاء نسبة 25.4% تحت سن الثامنة عشر ونسبة 1.9% في الخامسة والستين من العمر وما فوق.

### تعداد عام 2010
بلغ عدد سكان سيلفر كريك 2,656 نسمة بحسب تعداد عام 2010، وبلغ عدد الأسر 1,048 أسرة وعدد العائلات 718 عائلة مقيمة في القرية. في حين سجلت الكثافة السكانية 885.3 نسمة لكل كيلومتر مربع (2,292.9/ميل2). وبلغ عدد الوحدات السكنية 1,174 وحدة بمتوسط كثافة قدره 391.3 لكل كيلومتر مربع (1,013.5/ميل2).
وتوزع التركيب العرقي للقرية بنسبة 94.24% من البيض و0.90% من الأمريكيين الأفارقة و1.84% من الأمريكيين الأصليين و0.49% من الأمريكيين ذوي الأصول الآسيوية و0.68% من الأعراق الأخرى و1.84% من عرقين مختلطين أو أكثر و2.82% من الهسبانيون أو اللاتينيون من أي عرق.
بلغ عدد الأسر 1,048 أسرة كانت نسبة 35% منها لديها أطفال تحت سن الثامنة عشر تعيش معهم، وبلغت نسبة الأزواج القاطنين مع بعضهم البعض 48.8% من أصل المجموع الكلي للأسر، ونسبة 15% من الأسر كان لديها معيلات من الإناث دون وجود شريك، بينما كانت نسبة 4.8% من الأسر لديها معيلون من الذكور دون وجود شريكة وكانت نسبة 31.5% من غير العائلات. تألفت نسبة 26.4% من أصل جميع الأسر من عدة أفراد يعيشون في نفس المنزل ونسبة 11% كانت تتألف من شخص يعيش بمفرده يبلغ من العمر 65 عاماً أو أكثر. وبلغ متوسط حجم الأسرة المعيشية 2.51، أما متوسط حجم العائلات فبلغ 2.98.
بلغ العمر الوسطي للسكان 37.7 عاماً. وكانت نسبة 25.2% من القاطنين تحت سن الثامنة عشر، وكانت نسبة 9.8% بين الثامنة عشر والرابعة والعشرين عاماً، ونسبة 25.4% كانت واقعةً في الفئة العمرية ما بين الخامسة والعشرين والرابعة والأربعين عاماً، ونسبة 26.7% كانت ما بين الخامسة والأربعين والرابعة والستين، ونسبة 13% كانت ضمن فئة الخامسة والستين عاماً فما فوق. وتوزع التركيب الجنسي للسكان بنسبة 48.9% ذكور و51.1% إناث.

## المناخ
يظهر الجدول التالي التغييرات المناخية على مدار السنة لسيلفر كريك:
| البيانات المناخية لـسيلفر كريك    | البيانات المناخية لـسيلفر كريك | البيانات المناخية لـسيلفر كريك | البيانات المناخية لـسيلفر كريك | البيانات المناخية لـسيلفر كريك | البيانات المناخية لـسيلفر كريك | البيانات المناخية لـسيلفر كريك | البيانات المناخية لـسيلفر كريك | البيانات المناخية لـسيلفر كريك | البيانات المناخية لـسيلفر كريك | البيانات المناخية لـسيلفر كريك | البيانات المناخية لـسيلفر كريك | البيانات المناخية لـسيلفر كريك | البيانات المناخية لـسيلفر كريك |
| الشهر                             | يناير                          | فبراير                         | مارس                           | أبريل                          | مايو                           | يونيو                          | يوليو                          | أغسطس                          | سبتمبر                         | أكتوبر                         | نوفمبر                         | ديسمبر                         | المعدل السنوي                  |
| --------------------------------- | ------------------------------ | ------------------------------ | ------------------------------ | ------------------------------ | ------------------------------ | ------------------------------ | ------------------------------ | ------------------------------ | ------------------------------ | ------------------------------ | ------------------------------ | ------------------------------ | ------------------------------ |
| الدرجة القصوى °ف (°م)             | 73 (23)                        | 73 (23)                        | 82 (28)                        | 91 (33)                        | 90 (32)                        | 95 (35)                        | 98 (37)                        | 98 (37)                        | 97 (36)                        | 91 (33)                        | 82 (28)                        | 74 (23)                        | 98 (37)                        |
| متوسط درجة الحرارة الكبرى °ف (°م) | 32 (0)                         | 35 (2)                         | 44 (7)                         | 55 (13)                        | 67 (19)                        | 76 (24)                        | 80 (27)                        | 78 (26)                        | 72 (22)                        | 61 (16)                        | 49 (9)                         | 37 (3)                         | 57 (14)                        |
| متوسط درجة الحرارة الصغرى °ف (°م) | 19 (−7)                        | 19 (−7)                        | 27 (−3)                        | 37 (3)                         | 48 (9)                         | 57 (14)                        | 62 (17)                        | 61 (16)                        | 54 (12)                        | 44 (7)                         | 35 (2)                         | 25 (−4)                        | 41 (5)                         |
| أدنى درجة حرارة °ف (°م)           | −17 (−27)                      | −26 (−32)                      | −10 (−23)                      | 10 (−12)                       | 27 (−3)                        | 35 (2)                         | 43 (6)                         | 37 (3)                         | 32 (0)                         | 21 (−6)                        | 7 (−14)                        | −9 (−23)                       | −26 (−32)                      |
| الهطول إنش (مم)                   | 2.57 (65)                      | 2.12 (54)                      | 2.76 (70)                      | 3.30 (84)                      | 3.32 (84)                      | 3.94 (100)                     | 3.78 (96)                      | 3.86 (98)                      | 4.84 (123)                     | 4.04 (103)                     | 4.16 (106)                     | 3.39 (86)                      | 42.08 (1٬069)                  |
| المصدر:                           |                                |                                |                                |                                |                                |                                |                                |                                |                                |                                |                                |                                |                                |